# Xysticus peninsulanus
Xysticus peninsulanus är en spindelart som beskrevs av Willis J. Gertsch 1934. Xysticus peninsulanus ingår i släktet Xysticus och familjen krabbspindlar. Inga underarter finns listade i Catalogue of Life.